# Steinar Amundsen
Steinar Amundsen, född 4 juli 1945 i Bærum, Norge, död 16 juni 2022 i Røyken, var en norsk kanotist.
Han tog OS-guld i K-4 1000 meter i samband med de olympiska kanottävlingarna 1968 i Mexico City.
Han tog OS-brons på samma distans i samband med de olympiska kanottävlingarna 1972 i München.